# Klaus Baess
Klaus Baess est un skipper danois né le 10 novembre 1924 à Frederiksberg et mort le 16 septembre 2018.

## Carrière
Klaus Baess obtient une médaille de bronze olympique dans la catégorie des Dragon lors des Jeux olympiques d'été de 1948 à Londres.